# Кыдырша (село)
Кыдырша (кирг. Кыдырша) — село в Кара-Сууском районе Ошской области Кыргызстана. Входит в состав Савайского айылного аймака.

## География
Село расположено в северо-западной части области, вблизи государственной границы с Узбекистаном, на берегу канала Шахрихансай, на расстоянии приблизительно 5 километров (по прямой) к северо-востоку от города Кара-Суу, административного центра района. Абсолютная высота — 776 метров над уровнем моря.

## Население
Согласно оценочным данным Национального статистического комитета Кыргызской Республики, численность населения села на начало 2023 года составляла 2606 человек.
| год     | 2009 | 2014 | 2015 | 2020 | 2021 | 2023 |
| ------- | ---- | ---- | ---- | ---- | ---- | ---- |
| человек | 2341 | 2725 | 2168 | 2720 | 2731 | 2606 |